# 3503 Брандт
3503 Брандт (3503 Brandt) — астероїд головного поясу, відкритий 1 березня 1981 року.
Тіссеранів параметр щодо Юпітера — 3,353.